# Office of Population Censuses and Surveys
L’Office of Population Censuses and Surveys (littéralement, de l’anglais, le « Bureau des recensements de population et des enquêtes [démographiques] », abrégé en OPCS) est une ancienne organisation ministérielle britannique soutenue par le Gouvernement de Sa Majesté.
Créée en 1971 à partir du General Register Office (en) (le Bureau du registre général) et du Government Social Survey Department (le département gouvernemental des enquêtes démographiques sociales), elle disparaît en 1996, à la suite de sa fusion avec le Central Statistical Office (en) (le Bureau statistique central) pour former l’Office for National Statistics (le Bureau pour les statistiques nationales). Un registraire général est à la tête de l’institution, dont la portée s’étend à la juridiction légale d’Angleterre-et-Galles.

## Histoire
Le 11 mai 1970, un Office of Population Censuses and Surveys, connu sous le sigle d’OPCS, est créé,. 
L’Office succède au Bureau du registre général (le « General Register Office », abrégé en GRO), organisation érigée en 1836 successivement rattachée au bureau de l’Intérieur (1837-1871), au Bureau de gouvernement local (1871-1919), au ministère de la Santé (1919-1968) et au département de la Santé et de la Sécurité sociale (1968-1970), ainsi qu’au département gouvernemental des enquêtes démographiques sociales (le « Government Social Survey Department », abrégé en GSSD), créé en 1967 et responsable devant les ministres du Trésor, qui est l’une de ses parties constitutives en tant que division de l’enquête démographique sociale.
À partir de la fin des années 1980, l’Office of Population Censuses and Surveys s’engage dans une série de mesures visant à changer ses modalités organisationnelles, en particulier du point de vue structurel et procédural. Au début des années 1990, il est en plein développement grâce à l’appui de consultants extérieurs à l’institution, à la mise en place d’une nouvelle stratégie informationnelle et commerciale, à une volonté de cohérence sur les buts et objectifs de l’organisation afin de fabriquer des produits comme de services améliorés.
Au 1er avril 1996, il fusionne avec le Bureau statistique central (le « Central Statistical Office », abrégé en CSO) pour former le Bureau pour les statistiques nationales (l’« Office for National Statistics », abrégé en ONS). Il est d’ailleurs considéré comme l’organisation continuatrice de l’Office of Population Censuses and Surveys,.

## Fonctionnement

### Registraire général
Le chef de l’Office of Population Censuses and Surveys est désigné come le « registraire général » (Registrar General en anglais). Cette appellation est créée en 1836 pour désigner le dirigeant du GRO, initialement responsable devant le secrétaire de l’Intérieur. Elle est par ailleurs reprise pour le titulaire de la direction générale de l’ONS à sa création, en 1996,,.
Plusieurs registraires généraux (registrars general en anglais) s’y sont succédé, dont :
- Michael Reed, registraire général en fonction avant la création de l’Office et jusqu’au 31 octobre 1972[9],[l 1] ;
- George Paine (en), en fonction à partir de 1er novembre 1972[l 1] ;
- Arthur Roger Thatcher (en), nommé le 15 avril 1978 en remplacement du précédent[l 2] ;
- Gillian Theresa Banks, nommée le 1er décembre 1986 en remplacement du précédent[l 3] ;
- Peter John Wormald, nommé le 2 avril 1990 en remplacement de la précédente et ultime registraire général en fonction jusqu’à la fusion survenue le 1er avril 1996[l 4],[l 5],[γ].

### Bureaux

#### Londoniens
L’Office admet son siège social à Londres. À la fin de l’année 1996, l’organisation continuatrice de l’OPCS hérite de bureaux localisés dans quatre lieux londoniens : les bâtiments gouvernementaux de la Great John Street ; ceux de Kingsway ; ceux de la Caxton House ; ainsi que ceux de la Millbank Tower. Environ 500 personnes sont employées sur le site de Londres en 1995,,. 
Au milieu des années 1990, la division des enquêtes démographiques sociales de l’Office of Population Censuses and Surveys se situe dans la Saint Catherine’s House (typographiée St Catherine’s House), occupée à partir de 1996 et jusqu’au printemps 1997 par la public search room de l’Office for National Statistics,.

#### Secondaires
En 1972, un centre de dépouillement est recensé à Titchfield (en), dans le Hampshire. En 1996, l’Office for National Statistics hérite des bâtiments de Titchfield — et de ses 800 employés recensés en 1995 — ainsi que de ceux de Southport, dans le Lancashire, qui comptabilise une force de travail de 600 personnes en 1995,,.

## Responsabilités
L’Office of Population Censuses and Surveys admet deux fonctions majeures dans la juridiction légale d’Angleterre-et-Galles : l’inscription dans les registres de l’état civil (dit registration en anglais) et la fourniture de statistiques. En outre, une de ses missions secondaires est d’accueillir le secrétariat des commissions de tracés des limites parlementaires pour l’Angleterre et le pays de Galles,.

### Enregistrement
L’inscription au sein des registres de l’état civil consiste à conduire les registres de naissance, de décès et de mariages selon la législation en vigueur et à fournir un règlement sur les mariages civils. L’OPCS tient également le National Health Service Central Register (NHSCR), registre dans lequel sont consignés tous les patients et leurs praticiens ainsi que des archives de thématiques portant sur la santé comme les cancers, malformations congénitales, maladies infectieuses et avortements,.

### Statistiques
L’Office of Population Censuses and Surveys est également responsable d’un rôle statistique consistant à mesurer le nombre et les conditions de vie de la population. À ce titre, il est chargé du recensement décennal de population en Angleterre-et-Galles, ainsi que de la publication et de l’analyse des statistiques médicales et démographiques,,.
Dans le cadre d’enquêtes emploi principales, l’OPCS bénéficie d’un réseau de 500 enquêteurs à partir de 1992.

## Travaux

### Recensements de population
L’Office of Population Censuses and Surveys conduit les recensements de population de 1971, 1981 et 1991 en Angleterre-et-Galles.

### Publications démographiques
Le bureau est à l’origine de plusieurs publications portant sur la démographie. Ainsi, l’Office est en particulier l’auteur d’enquêtes démographiques : celles, générales sur les ménages (general household surveys en anglais) entre 1974 et 1994, celles sociales (social surveys en anglais), ou encore celles sur la population active (labour force surveys en anglais). Il est en outre chargé de la base de données du recensement annuel de production (Annual Census of Production en anglais, abrégé en ACOP) à partir de 1983. De plus, l’Office of Population Censuses and Surveys fait paraître des études longitudinales (longitudinal studies en anglais) à partir de 1971, ou encore une base de données sur le développement de l’enquête démographique et de la recherche scientifique (Scientific Research and Development Survey dataset en anglais) en 1985,.